# Корте-де-Фрати
Корте-де-Фрати (итал. Corte de' Frati) — коммуна в Италии, располагается в регионе Ломбардия, в провинции Кремона.
Население составляет 1426 человек (2008 г.), плотность населения составляет 68 чел./км². Занимает площадь 20 км². Почтовый индекс — 26010. Телефонный код — 0372.

## Демография
Динамика населения:

## Администрация коммуны
- Официальный сайт: